# Žbince
Žbince est un village de Slovaquie situé dans la région de Košice.

## Histoire
Première mention écrite du village en 1221.

## Démographie

### Évolution de la population
| Année:               | 1994. | 2004.    | 2014.   | 2024.   |
| -------------------- | ----- | -------- | ------- | ------- |
| Nombre de personnes: | 856   | 955      | 965     | 987     |
| Différence:          |       | +11,56 % | +1,04 % | +2,27 % |

| Année:               | 2023. | 2024.   |
| -------------------- | ----- | ------- |
| Nombre de personnes: | 994   | 987     |
| Différence:          |       | -0,70 % |

## Politique
| Nom       | Parti politique      | Date de l'élection | Fin du mandat |
| --------- | -------------------- | ------------------ | ------------- |
| Ján Jurko | Candidat indépendant | 02.12.2006         | Déc. 2010     |